# Сенегальская операция
Дакарская или Сенегальская операция, кодовое название Операция «Угроза» (англ. Operation Menace) — стратегическая военная операция вооружённых сил Великобритании, Австралии и «Свободной Франции», проведённая 23-25 сентября 1940 года против войск вишистской Франции с целью высадки в Дакаре Шарля де Голля.

## Предыстория
В июне 1940 года союзники потерпели поражение во Франции. Северная её часть была оккупирована Германией, в южной образовалось коллаборационистское правительство Петена, которое обосновалось в Виши.
В начале июля Черчилль потребовал захвата или уничтожения французского флота, в частности, английский флот должен был напасть на французские военно-морские базы в Северной Африке. Несмотря на протесты командующего Средиземноморским флотом адмирала Эндрю Каннингема, этот приказ был выполнен. В алжирском порту Мерс-эль-Кебир 3 июля произошло сражение, в ходе которого один устаревший французский линкор был уничтожен, 1300 моряков погибли (см. Операция «Катапульта»). В местах стоянок французского флота, контролируемых англичанами, до боя дело не дошло. Французские корабли были либо захвачены, либо экипажи позволили себя разоружить в результате компромисса. Но основную часть своего флота французы сохранили. Операция не достигла поставленной цели, и в том же месяце боевые действия были прекращены. Сегодня большинство историков не видят резона в этом приказе Черчилля, он лишь привёл к активизации антианглийских настроений среди французов.

## Цели операции
В сентябре британское руководство решило провести десантную операцию во французской колонии Сенегал. Целью операции была доставка на берег Шарля де Голля, ставшего за несколько дней до капитуляции Франции заместителем министра обороны и не признавшего перемирие с Германией. При поддержке британских властей была создана организация, получившая название Сражающаяся Франция. Переход экономически развитой французской колонии на сторону Антигитлеровской коалиции имел бы значительное политическое значение. Также в Дакаре находились золотые резервы Банка Франции и Правительства Польши в изгнании, а порт Дакара был наилучшей военно-морской базой в данном регионе.
Де Голль полагал, что сможет убедить французские войска в Дакаре присоединиться к Сражающейся Франции.

## Операция

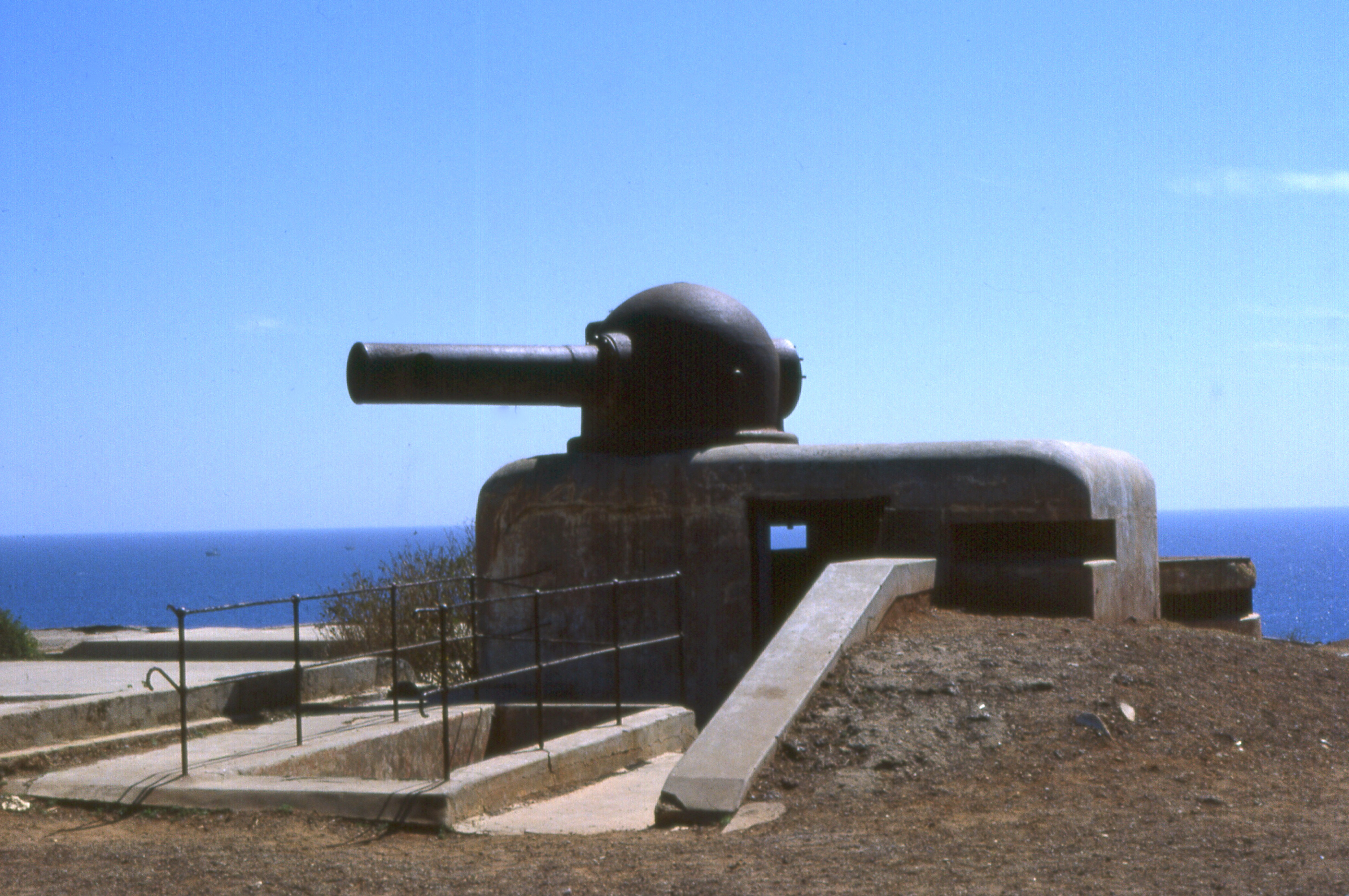
Дальномер французской 240-мм береговой батареи на острове Горе, Дакар

Однако французы в Дакаре встретили англичан и Де Голля негостеприимно. Когда 23 сентября английские корабли появились у Дакара, по ним с берега был открыт огонь, корабль с представителями Де Голля также был встречен огнём. Все парламентёры немедленно арестовывались.
В следующие два дня разгорелось сражение, в ходе которого один английский линкор был повреждён снарядами береговых батарей, а ещё один торпедирован французской подводной лодкой (две предыдущие были, однако, потоплены). Авиация англичан понесла существенные потери.
Французская авиация в Северной Африке нанесла ответный удар по британской военно-морской базе Гибралтар.
Попытка высадки на берег войск Сражающейся Франции в районе Рюфиска была отражена плотным огнём береговых укреплений. Генерал Де Голль заявил, что не хочет «проливать кровь французов в войне против французов» и прекратил атаки.
Английская эскадра была вынуждена покинуть Дакар, не достигнув намеченных целей.

## Последствия операции
Последствия операции были в основном политическими. Её полный провал нанёс ещё один удар по авторитету Де Голля, уже пострадавшему после операции Катапульта.